# Equisetum myriochaetum
Equisetum myriochaetum is een paardenstaart die voorkomt in draslanden in Nicaragua, Costa Rica, Colombia, Venezuela, Ecuador, Peru en Mexico. Het is met een gemiddelde lengte van 4,6 meter de grootste recente paardenstaartsoort. Het grootst gemeten exemplaar had een hoogte van 7,3 meter. De soort wordt beschouwd als 'levend fossiel', omdat deze soort in bijna onveranderde vorm ook al leefde in het Carboon. Samen met varenachtigen wordt hij verantwoordelijk gehouden voor de vorming van de grootste hoeveelheid steenkool.
De soort vormt ondergronds wortelstokken van waaruit nieuwe scheuten omhoog groeien. Zo kunnen dichte bossen ontstaan.
De soort kan makkelijk verward worden met de verwante soort Equisetum giganteum, die dikker kan worden maar minder hoog.
Geslacht: Equisetum

Soorten: ... · 
E. arvense (Heermoes) · 
E. bogotense · 
E. diffusum · 
E. fluviatile (Holpijp) · 
E. giganteum · 
E. hyemale (Schaafstro) · 
E. laevigatum · 
E. ×litorale (Bastaardpaardenstaart) · 
E. ×moorei (Vertakt schaafstro) · 
E. myriochaetum · 
E. palustre (Lidrus) · 
E. pratense · 
E. ramosissimum (Vertakte paardenstaart) · 
E. scirpoides · 
E. sylvaticum (Bospaardenstaart) · 
E. telmateia (Reuzenpaardenstaart) · 
E. ×trachyodon (Ruwe paardenstaart) · 
E. variegatum (Bonte paardenstaart) · 
...